# Desertec

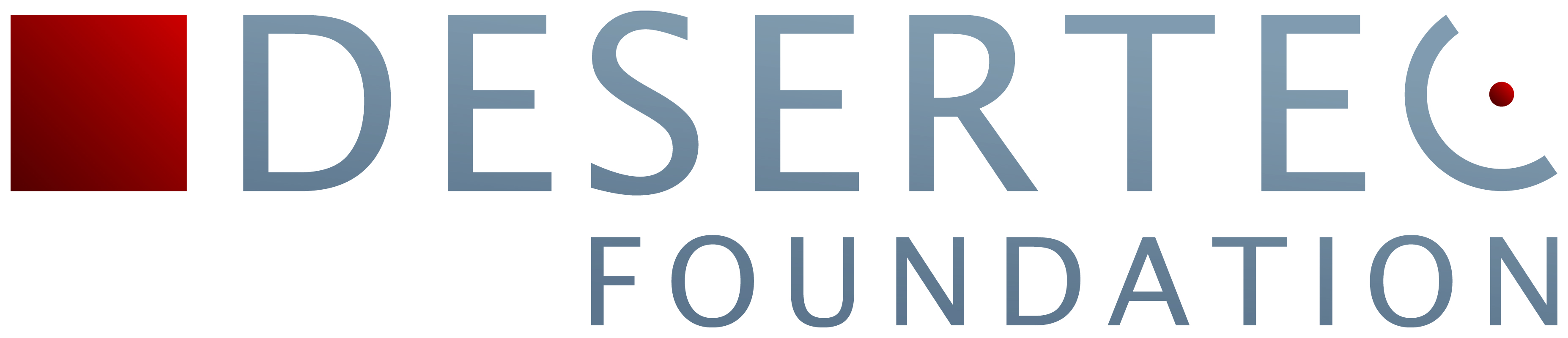
Logo da Fundação DESERTEC

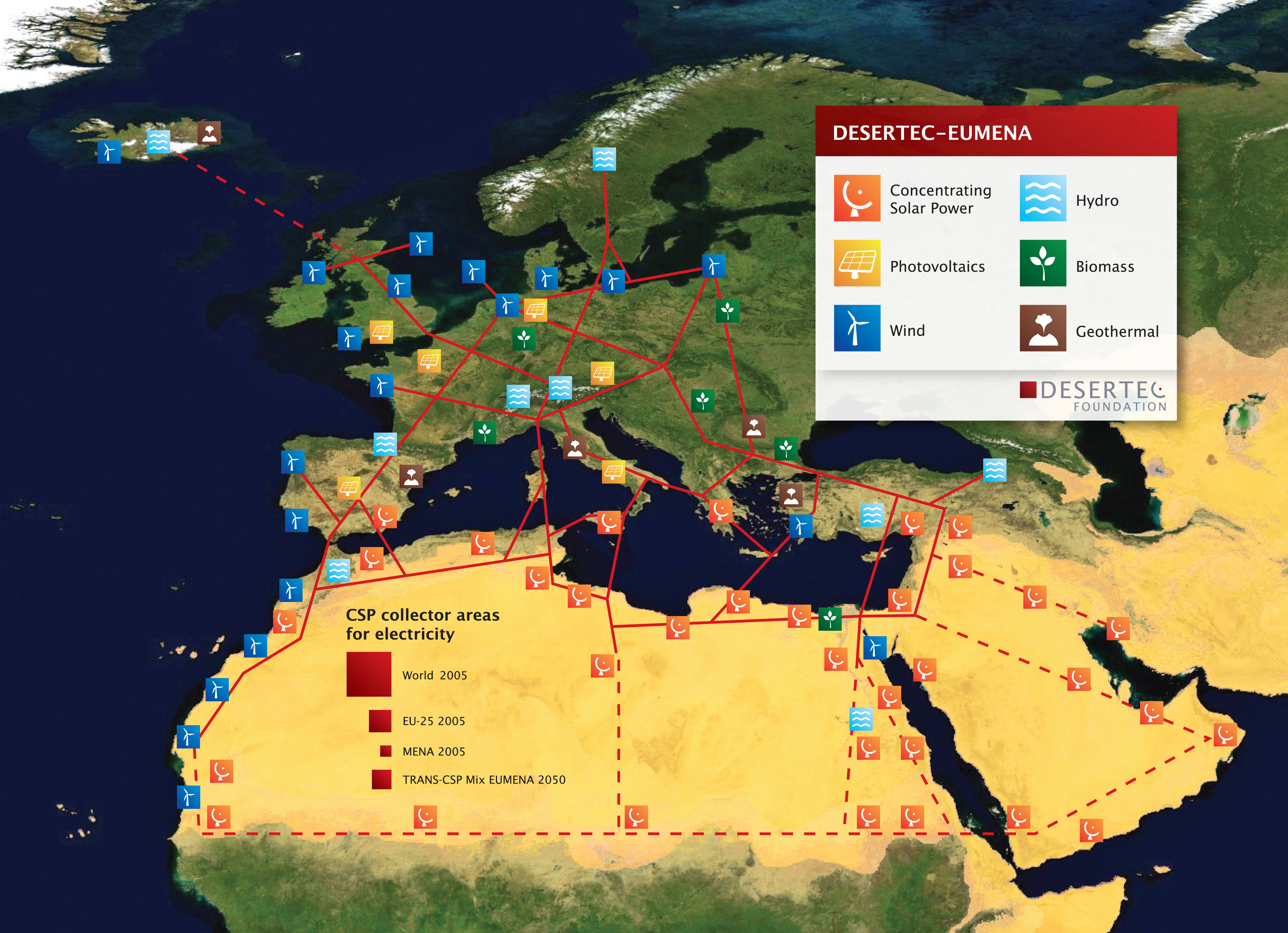
(Source: DESERTEC Foundation, www.desertec.org)

Desertec é uma estrutura conceitual proposta pela Desertec Foundation que visa produzir energia solar e eólica nos desertos do norte da África e do Oriente Médio. O projeto pretende ser executado pela DII GmbH/ Desertec Industrial Initiative.
Pela proposta, usinas solares termicas e aerogeradores serão instalados no Deserto do Saara. Pela projeção do consórcio, em 2050, 15% de toda energia consumida na Europa virá da Desertec.

## Consórcio
O consórcio responsável pelo projeto foi fundado pela Munich Re sob as leis da Alemanha e atualmente conta também como os seguintes participantes: DESERTEC Foundation, Deutsche Bank, Siemens, ABB, E.ON, RWE, Abengoa Solar, Cevital, HSH Nordbank, M & W Zander Holding, MAN Solar Millennium, Schott Solar e Audi AG.